# Lepidothrix coeruleocapilla
Lepidothrix coeruleocapilla là một loài chim trong họ Pipridae.